# روني بيرغ
روني بيرغ (بالنرويجية البوكمول: Ronny Berg)‏ هو سياسي نرويجي، ولد في 16 أبريل 1970 في ألتا في النرويج. حزبياً، نشط في حزب التقدم. وقد انتخب نائب عضو برلمان النرويج ‏.